# ديليا ميرفي
ديليا ميرفي (بالإنجليزية: Delia Murphy)‏ هي مغنية أيرلندية، ولدت في 16 فبراير 1902، وتوفيت في 11 فبراير 1971.

## وصلات خارجية
- ديليا ميرفي على موقع ميوزك برينز (الإنجليزية)
- ديليا ميرفي على موقع أول ميوزيك (الإنجليزية)
- ديليا ميرفي على موقع ديسكوغز (الإنجليزية)